# Предприятие быстрого питания
Предприятие быстрого питания или быстрого обслуживания (англ. fast food restaurant) или просто фастфуд (англ. fast food) — тип предприятия общественного питания, характеризующийся быстрым приготовлением пищи, а также минимальным или отсутствующим обслуживанием посетителей официантами. Рестораны быстрого питания, как правило, являются частью сети ресторанов или франшизы, которая предоставляет стандартизированные ингредиенты и/или частично готовые продукты и расходные материалы для каждого ресторана через контролируемые каналы поставок.
Считается, что первые рестораны быстрого питания появились в Соединенных Штатах с появлением A&W Restaurants в 1919 году и White Castle в 1921 году. В настоящее время американские сети ресторанов быстрого питания, такие как McDonald’s или KFC, являются транснациональными корпорациями с торговыми точками по всему миру.
Тенденция к быстрому питанию является важной для сотрудников с коротким перерывом, которые стараются использовать время наиболее эффективно и не задерживаться в ресторане. Тем не менее, некоторые рестораны быстрого питания высшего класса уделяют достаточно времени приготовлению еды.

## Критика и правовые вопросы

### Критика
Индустрия быстрого питания является популярной целью для критиков, от активистов-антиглобалистов, таких как Жозе Бове, до групп активистов вегетарианства, таких как PETA, а также сами рабочие[что?]. В 2010-х годах в США произошло несколько забастовок работников быстрого питания.
В своей книге бестселлер 2001 года «Нация быстрого питания» журналист-расследователь Эрик Шлоссер выровнял широкую социально-экономическую критику в отношении индустрии быстрого питания, документировав, как фастфуд вырос из небольших семейных предприятий (таких как бургерное кафе братьев Макдональдс) в большие многонациональные корпоративные гиганты. Шлоссер утверждает, что хотя инновации в индустрии быстрого питания дали американцам больше еды за меньшие деньги, это произошло ценой разрушения окружающей среды, экономики и сообществ в малых городах в сельской части Америки, при этом от потребителей укрывается реальная стоимость их удобного питания, как с точки зрения влияния на здоровья, так и касательно более широкого воздействия крупномасштабного производства и переработки продуктов питания на сотрудников, животных и землю.
Индустрия быстрого питания пользуется популярностью в Соединённых Штатах, которые являются источником большинства инноваций в этой сфере, также там базируются многие крупные международные сети. Рассматриваемые как символы доминирования США и воспринимаемого культурного империализма, американские франшизы на фастфуд часто становились объектом протестов против глобализации и демонстраций против правительства США. Например, в 2005 году участники беспорядков в Карачи, Пакистан, возмущённые бомбардировкой шиитской мечети, разрушили ресторан KFC.

### Правовые вопросы
В 2003 году на McDonald’s подала в суд семья, которая утверждала, что сеть ресторанов несёт ответственность за ожирение их дочери-подростка и сопутствующие проблемы со здоровьем. В иске утверждалось, что компания намеренно вводит общественность в заблуждение относительно пищевой ценности своего продукта, управляя вкусом пищи, содержанием сахара и жира и ориентируя свою рекламу на детей. Судья отклонил дело, но индустрии быстрого питания не понравилась публичность этого процесса, особенно критика использования детей в их рекламе. Хотя дальнейшие судебные процессы так и не были осуществлены, этот вопрос остается актуальным в средствах массовой информации и политических кругах тех, кто продвигает необходимость реформы деликта.

## В разных странах

### Австралия
Рынок быстрого питания в Австралии начался в 1968 году с открытия нескольких американских франшиз, включая McDonald’s и KFC. Pizza Hut была представлена в 1980-х годах, и Burger King последовал за ней. Тем не менее, рынок Burger King обнаружил, что это название уже было зарегистрированным товарным знаком в магазине еды навынос в Аделаиде. Таким образом, австралийский рынок Burger King был вынужден выбрать другое имя, выбрав торговую марку Hungry Jack's. До этого австралийский рынок быстрого питания состоял в основном из частных магазинов навынос.

### Великобритания
Фирменный ресторан быстрого питания в Великобритании — это fish and chip shop, который специализируется на рыбе и картофеле фри, а также других блюдах, таких как кебабы и бургеры. Фиш-энд-чипс–заведения обычно независимы и не принадлежат к какой-либо сети. Много других видов домашних предприятий быстрого питания было закрыто в 1970-х и 1980-х годах после того, как McDonald’s стал номером один на рынке. Тем не менее, некоторые бренды, например, Wimpy, всё ещё остаются, хотя большинство филиалов было выкуплено Burger King в 1989 году.

### Ирландия
В дополнение к отечественным сетям, как, например, Supermac's, в Ирландии также появились многочисленные американские сети, такие как McDonald’s и Burger King. В 2015 году в журнале The Irish Times было опубликовано исследование, проведённое Treated.com, в котором Дублин назван столицей быстрого питания Ирландии.

### Япония
Американские сети, такие как Dominos, Макдональдс, Pizza Hut и KFC присутствуют в Японии, но и местные рестораны быстрого питания «Гюдон», такие как Sukiya, Matsuya и Yoshinoya, так же очень популярны. Япония имеет свои собственные сети бургерных, например, MOS Burger, Lotteria и Freshness Burger.

### Индия
Основными сетями быстрого питания в Индии, которые подают блюда европейской и американской кухни, являются KFC, McDonald’s, Starbucks, Burger King, Subway, Pizza Hut и Dominos. Большинству из них пришлось внести множество изменений в свои стандартные меню, чтобы удовлетворить индийские пищевые привычки и вкусовые предпочтения. Также есть ряд развивающихся индийских сетей быстрого питания, таких как Wow!, Momo, Haldiram’s, Faaso’s, Chick King, Pitstop и Café Coffee Day.

### Нидерланды
В Нидерландах по всей стране, особенно в Амстердаме, можно найти рестораны быстрого питания с automatiek — типичным голландским торговым аппаратом. В этом автоматическом формате продают картофель-фри, напитки, крокеты, фрикадельки, каасуфле (сырное суфле), гамбургеры и другие закуски. FEBO — один из крупнейших ресторанов быстрого питания такого типа в Нидерландах.

### Нигерия
В Нигерии Mr.Bigg, Chicken Republic, Tantalizers и Tastee Fried Chicken являются преобладающими сетями ресторанов быстрого питания. KFC и Domino’s Pizza недавно вошли в страну.

### Пакистан
Быстрое питание в Пакистане разнообразно. Есть много международных сетей, предлагающих фастфуд, включая Nandos, Burger King, KFC, McDonald’s, Domino’s Pizza, Fatburger, Dunkin' Donuts, Subway, Pizza Hut, Hardees, Telepizza, Steak Escape и Gloria Jean’s Coffees.

### Россия
Большинство международных сетей быстрого питания, таких как Subway или KFC, представлено в крупных городах России. Существуют также местные сети, такие как «Теремок» или «Крошка Картошка», специализирующиеся на русской кухне или добавляющие её элементы в своё меню.
Также стали набирать популярность рестораны быстрого питания, ориентированные на тех, кто придерживается правильного питания и здорового образа жизни.
Стоит отметить разнообразие пиццерий: "Папа Джонс"  "Додо Пицца", "Domino's Pizza", "Pizza Hut" также представлены в России.

### Южная Африка
KFC — самая популярная сеть ресторанов быстрого питания в Южной Африке, согласно опросу Sunday Times 2010 года. Chicken Licken, Wimpy и Ocean Basket вместе с Nando’s и Steers — примеры франшиз, которые очень популярны в стране. McDonald’s, Subway.
Subway и Pizza Hut также широко представлены в Южной Африке.

### Гонконг
В Гонконге (хотя McDonald’s и KFC довольно популярны), три крупных местных сети быстрого питания предлагают фастфуд в гонконгском стиле, а именно Café de Coral, Fairwood и Maxim MX. Только Café de Coral обслуживает более 300 000 клиентов ежедневно. В отличие от западных сетей быстрого питания, эти рестораны предлагают четыре разных меню в разное время дня, а именно: завтрак, обед, полдник и ужин. Сиу-мэй (кит.: 燒味, англ. Siu mei, запечённое особым образом мясо) подаётся в течение всего дня.

### Израиль
В Израиле популярна сеть Burger Ranch, а также McDonald’s и Burger King. Domino’s Pizza также является популярным рестораном быстрого питания. Сети типа McDonald’s предлагают кошерные (разрешённые религией) филиалы. Не кошерные (не разрешённые религией к употреблению) продукты, такие как чизбургеры, редко встречаются в израильских сетях быстрого питания, даже в некошерных филиалах. Есть много небольших местных сетей быстрого питания, которые подают пиццу, гамбургеры, суши и местные продукты, такие как хумус, фалафель и шаурма.

### Новая Зеландия
В Новой Зеландии рынок быстрого питания начался в 1970-х годах с KFC (открыт в 1971 году), Pizza Hut (1974) и McDonald’s (1976), и все три остаются популярными сегодня. Burger King и Domino's появились на рынке позже, в 1990-х годах. Австралийские сети пиццерий Eagle Boys и Pizza Haven также вышли на рынок в 1990-х годах, но их новозеландские филиалы были позже проданы Pizza Hut и Domino’s.
В Новой Зеландии было основано несколько сетей быстрого питания, в том числе Burger Fuel (основана в 1995 году), Georgie Pie (основана в 1977 году, но закрыта в 1998 году после финансовых проблем и выкупа McDonald’s) и Hell Pizza (основана в 1996 году).

### Филиппины
На Филиппинах фастфуд такой же, как в США. Единственное отличие состоит в том, что они подают филиппинские блюда и несколько американских продуктов, которые подаются в филиппинском стиле. Jollibee является ведущей сетью быстрого питания в стране с 1000 заведений по всей стране.